# Teofil T. Vescan
Teofil T. Vescan (n. 11 iulie 1913, Bratislava – d. 9 decembrie 1963, Iași) a fost un fizician și pedagog român. Principala sa preocupare în domeniul fizicii era teoria relativității, aspect abordat și în lucrarea de doctorat.
A creat la Iași o școală de cercetare în fizica relativistă obținând câteva rezultate importante: formularea hidrodinamicii relativiste în schema penta-dimensională Klein-Kaluza, a studiat problema relativistă a două corpuri de masă variabilă, a elaborat o metodă nouă de obținere a metricii Schwarzschild folosind transformări infinitezimale, a formulat în termeni relativiști efectul pinch.
A fost un militant antifascism, între 1941-1942 fiind închis în lagărul de muncă forțată de la Brețcu.

## Biografie
Între anii 1923-1931 studia la Seminarul pedagogic din Cluj, iar între 1931-1935 urma cursurile Facultății de Științe din cadrul Universității din Cluj. În paralel, între anii 1932-1933 studia și la Universitatea din Paris. În 1935 după susținerea unor examene devenea licențiat în fizică și în 1936 licențiat în matematici. Pentru o perioadă era profesor secundar în matematici și în fizică-chimie.
După susținerea lucrării cu titlul Contribuții la teoria cinetică și relativistă a fluidelor reale, devenea doctor în științe fizico-chimice. În 1944 era numit conferențiar de mecanică rațională, din 1945  era profesor de fizică teoretică la Universitatea Bolyai din Cluj, iar din 1948 profesor de fizică teoretică la Universitatea Victor Babeș din Cluj. Între 1950-1963 era profesor de fizică teoretică și structura materiei la Universitatea din Iași, și director al Institutului de fizică și științe tehnice din Iași.
Pe parcursul vieții a susținut cursuri în mai toate domeniile fizicii teoretice, dar și cursuri de matematici, fizică atomică și nucleară, istoria matematicii și fizicii. În cursurile sale a abordat și probleme ale filosofiei științei.
Întreaga sa carieră este marcată de o activitate publicistică vastă, reușind să publice peste 370 de lucrări (articole și cărți) în domenii variate și sub diferite forme: cărți de specialitate, lucrări de popularizare a științei, manuale, cursuri universitare.
În lucrările de fizică teoretică a abordat diverse probleme relaționate de teoria cinetică a materiei, refracția astronomică, mișcarea a două corpuri de masă variabilă, fluidele reale, generalizarea principiului inerției.
Între 1947-1955 s-a preocupat de radioactivitatea rocilor din unele regiuni ale României.

## Lucrări

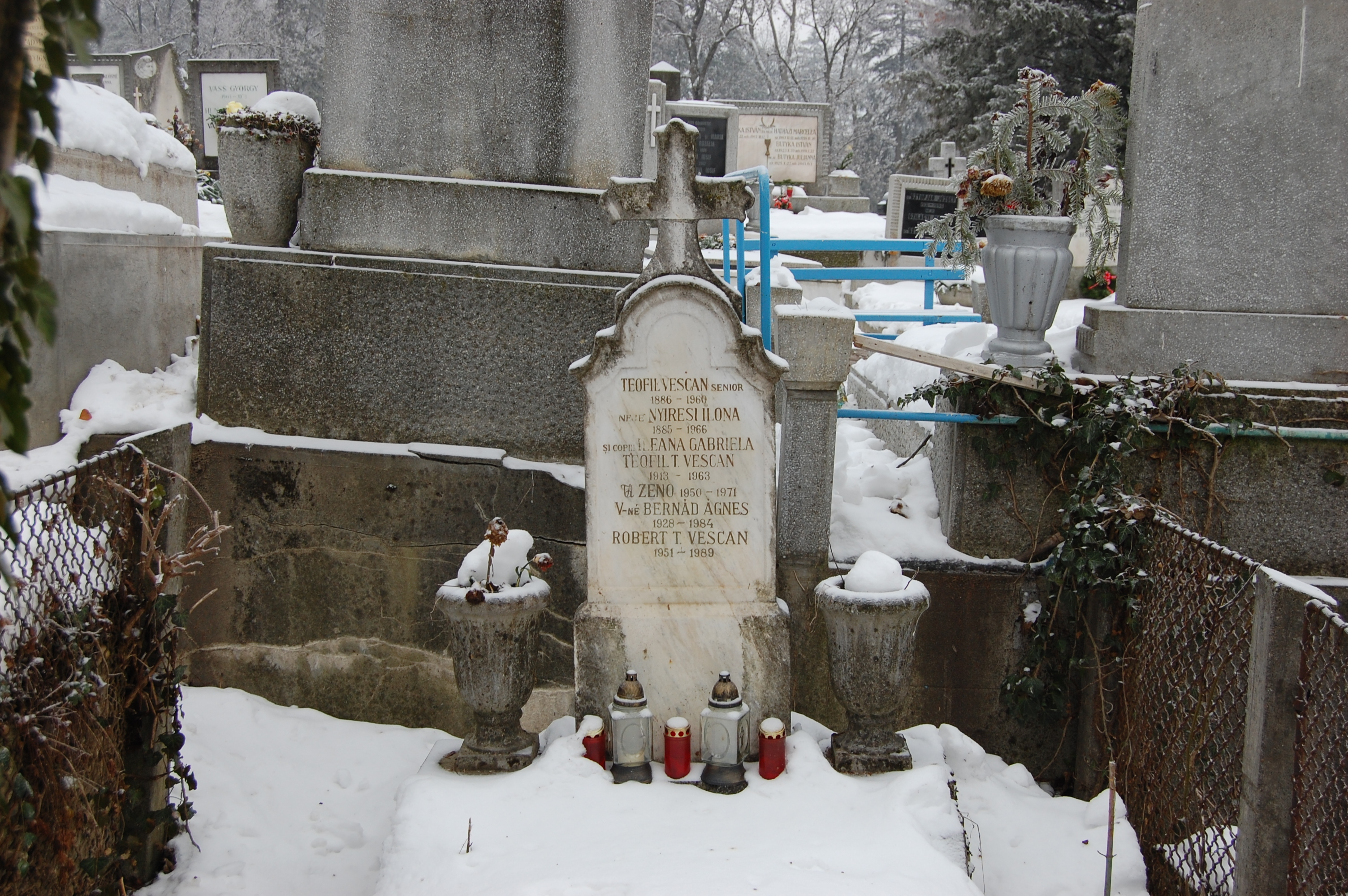
Mormântul familiei Vescan in Cimitirul Central din Cluj, parcela III. B.

- Lecons sur la theorie des spineurs (1942)
- L'Univers en expansion (1942)
- Fizica teoretică - 2 volume (1957)
- Curs de teoria particulelor elementare (1963)
- Refraction astronomique

### Articole
- Refraction astronomique (1935)
- Probleme de 2 corps a masses variables (1937)
- Axiomatica timpului (1939)
- Ecuația Iacobi și principiul inerției (1940)
- Dissymetrie structurelle et theorie d'Einstein (1945)
- Equation de la gravifique relativiste et consequences cosmologiques (1947)
- Aplicarea teoriei clasice a electricității și relativității generale la studiul acțiunilor elementare (1951)
- Acțiunea electrodinamică Ampere și relativitatea generalizată (1954)
- Radioactivitatea naturală și razele cosmice (1955)